# Ibam-myeon, Yeongyang-gun
Ibam-myeon (koreanska: 입암면) är en socken i kommunen Yeongyang-gun i provinsen Norra Gyeongsang i den östra delen av
Sydkorea, 220 km sydost om huvudstaden Seoul.